# 본 먼로
본 먼로(Vaughn Monroe, 본명: 본 윌턴 먼로, 본명 영어: Vaughn Wilton Monroe, 1911년 10월 7일 ~ 1973년 5월 21일)는 미국의 바리톤 성악가, 대중가수, 트럼펫 연주자, 작사가, 악단 지휘자, 영화배우, 뮤지컬 배우, 방송MC이다.

## 생애
1931년 트럼페터 첫 데뷔하였고 1935년 바리톤 성악가로 데뷔하였으며 1937년 대중가수로 데뷔하였고 1944년 미국 영화 《Meet the people》의 단역으로 영화배우 데뷔하였으며 1947년 뮤지컬 배우로 데뷔하였다. 이후로는 한때 텔레비전 진행자와 라디오 진행자로도 활약하였다.

## 유명세
그는 보통적으로 대한민국 국내에서는 각각 《Mr. Sandman》이라는 곡과 《Let it snow!》라는 곡의 오리지널 원곡 가수로 잘 알려져 있다.
또한 그가 1945년에 오리지널로 부른 《Let it snow!》라는 곡은 나중에 다시 편곡되어 미국 싱어송라이터 겸 영화배우 프랭크 시나트라(Frank Sinatra)도 《Let it snow! let it snow! let it snow!》라는 타이틀의 곡목으로 리메이크하였다.

## 같이 보기
- 프랭크 시나트라